# Macellicephala galapagensis
Macellicephala galapagensis är en ringmaskart som beskrevs av Pettibone 1985. Macellicephala galapagensis ingår i släktet Macellicephala och familjen Polynoidae. Inga underarter finns listade i Catalogue of Life.